# TT Assen 1980
De TT Assen 1980 was vijfde race van wereldkampioenschap wegrace voor motorfietsen in het seizoen 1980. De races werden verreden op 28 juni 1980 op het TT Circuit in Assen.

## Algemeen
De TT van Assen vierde haar 50-jarige jubileum. De wedstrijden werden onder wisselende weersomstandigheden verreden en in sommige klassen was de bandenkeuze dan ook doorslaggevend. Kork Ballington was nog steeds herstellende van een darmoperatie en kon niet deelnemen. Barry Sheene was herstellende van een pinkblessure (zijn pink was in een Brits ziekenhuis ternauwernood behouden) en moest de 500cc-race afbreken. 

## 500 cc
Zowel Jack Middelburg als Boet van Dulmen hadden voor de oplossing van de wegliggingsproblemen van hun Yamaha TZ 500's hun heil gezocht bij Nico Bakker, die voor beide IMN-Yamaha's een nieuw frame had gemaakt. Dat van Middelburg was zelfs op tijd klaar om eerst nog een test op de Salzburgring uit te voeren. Kenny Roberts kreeg voor zijn fabrieks-Yamaha YZR 500 een nieuwe motor, waarbij de buitenste cilinders achterstevoren stonden. Waarschijnlijk was dat gedaan vanwege de storingen aan de achterschokdemper, die door de nu anders lopende uitlaten beter gekoeld zou worden. Het hielp Kenny niet echt: de motor was zeker niet sneller, hij had nog steeds wegliggingsproblemen en moest teruggrijpen op een ouder en zwaarder frame omdat deze motor niet in het nieuwere, lichte frame paste. Van Dulmen en Middelburg waren in de GP van Spanje allebei op een ronde gereden, maar deden het in de training in Assen al erg goed: Middelburg was zelfs de snelste, van Dulmen tiende. Poleposition hielp Jack Middelburg niet echt, want hij had nog zoveel schroeven en pennen in zijn been dat hij nauwelijks een duwstart kon maken. Hij verloor bij de start dan ook ongeveer twintig plaatsen, maar maakte die zo snel goed dat hij na een ronde al op de vijfde plaats reed achter Kenny Roberts, Randy Mamola, Johnny Cecotto en Graziano Rossi. In de derde ronde had Middelburg de leiding overgenomen, nagejaagd door Roberts die last had van een heftig schuddende voorvork. Omdat hij daardoor lucht verloor liet hij in de pit zijn voorwiel vervangen, maar het mocht niet baten en hij nam met een aantal wheelies afscheid van het publiek. Jack, die op slicks gestart was, nam een steeds grotere voorsprong die twee ronden voor het einde twintig seconden bedroeg. Intussen vochten Rossi en Uncini om de tweede plaats terwijl van Dulmen, Cecotto en Mamola om de vierde plaats vochten. Die was even in handen van Cecotto, maar toen van Dulmen hem passeerde schrok hij zo dat ook Mamola voorbij kwam.

### Uitslag 500 cc

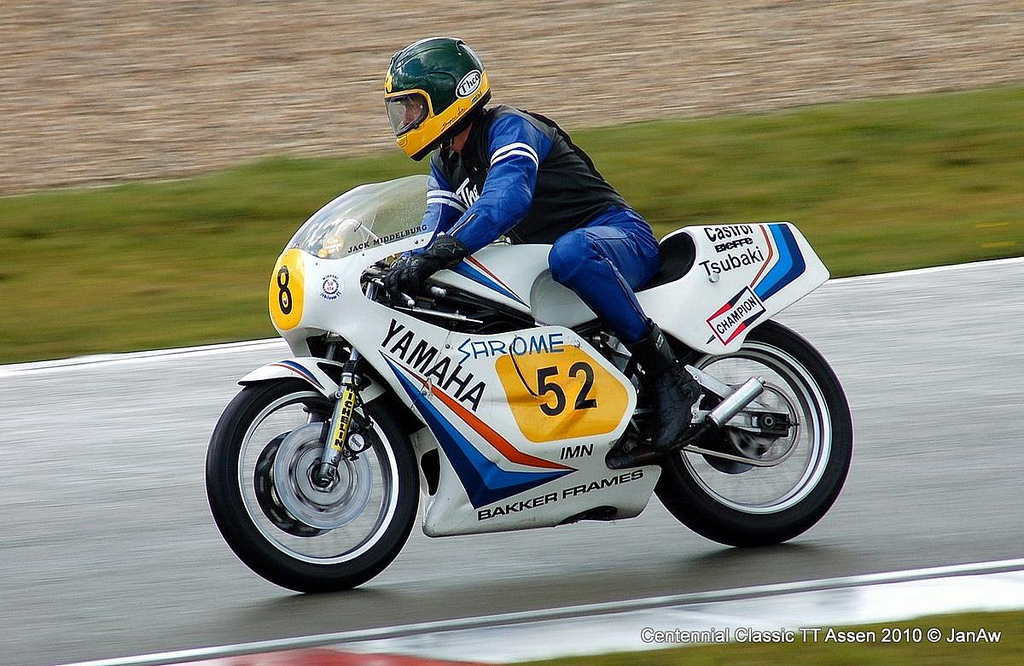
Jack Middelburg's Bakker-Yamaha TZ 500, in 2010 door Theo Bult bestuurd tijdens de Centennial Classic TT

| Pos | Coureur           | Merk          | Tijd     | Grid | Punten |
| --- | ----------------- | ------------- | -------- | ---- | ------ |
| 1   | Jack Middelburg   | Bakker-Yamaha | 48'22"0  | 1    | 15     |
| 2   | Graziano Rossi    | Suzuki        | 48'36"0  | 9    | 12     |
| 3   | Franco Uncini     | Suzuki        | 48'37"8  | 8    | 10     |
| 4   | Boet van Dulmen   | Bakker-Yamaha | 48'51"4  | 10   | 8      |
| 5   | Randy Mamola      | Suzuki        | 48'51"5  | 3    | 6      |
| 6   | Johnny Cecotto    | Yamaha        |          | 7    | 5      |
| 7   | Patrick Fernandez | Yamaha        |          | 14   | 4      |
| 8   | Graeme Crosby     | Suzuki        |          | 19   | 3      |
| 9   | Henk de Vries     | Suzuki        |          | 17   | 2      |
| 10  | Patrick Pons      | Yamaha        |          | 11   | 1      |
| 11  | Jeffrey Sayle     | Yamaha        |          | 28   |        |
| 12  | Willem Zoet       | Suzuki        |          | 15   |        |
| 13  | Markku Matikainen | Yamaha        |          | 20   |        |
| 14  | Michel Rougerie   | Suzuki        |          | 22   |        |
| 15  | Dave Potter       | Yamaha        |          | 23   |        |
| 16  | Mick Grant        | Suzuki        |          | 24   |        |
| 17  | Steve Parrish     | Suzuki        |          | 21   |        |
| 18  | Dale Singleton    | Yamaha        |          | 26   |        |
| 19  | Wil Hartog        | Suzuki        |          | 12   |        |
| DNF | Philippe Coulon   | Suzuki        | Val      | 2    |        |
| DNF | Marco Lucchinelli | Suzuki        |          | 4    |        |
| DNF | Kenny Roberts     | Yamaha        |          | 5    |        |
| DNF | Michel Frutschi   | Yamaha        |          | 6    |        |
| DNF | Carlo Perugini    | Suzuki        |          | 13   |        |
| DNF | Barry Sheene      | Yamaha        | Blessure | 16   |        |
| DNF | Takazumi Katayama | Suzuki        |          | 18   |        |
| DNF | Jon Ekerold       | Solo-Yamaha   |          | 26   |        |
| DNF | Werner Nenning    | Suzuki        | Val      | 27   |        |
| DNF | Hubert Rigal      | Yamaha        |          | 29   |        |
| DNF | Christian Estrosi | Suzuki        |          | 30   |        |
| DNQ | Dick Alblas       | Suzuki        |          | 31   |        |
| DNQ | Raymond Roche     | Yamaha        |          | 32   |        |
| DNQ | Sergio Pellandini | Suzuki        |          | 33   |        |
| DNQ | Gustav Reiner     | Suzuki        |          | 34   |        |
| DNQ | Dennis Ireland    | Suzuki        |          | 35   |        |
| DNQ | Sadao Asami       | Yamaha        |          | 36   |        |
| DNQ | Max Wiener        | Yamaha        |          | 37   |        |
| DNQ | Masaru Iwasaki    | Suzuki        |          | 38   |        |
| DNQ | Josef Hage        | Suzuki        |          | 39   |        |
| DNQ | Henk Twikler      | Suzuki        |          | 40   |        |

### Top 10 WK-stand na deze race
| Pos | Coureur           | Merk                  | Ptn |
| --- | ----------------- | --------------------- | --- |
| 1   | Kenny Roberts     | Yamaha                | 45  |
| 2   | Graziano Rossi    | Suzuki                | 30  |
| 3   | Randy Mamola      | Suzuki                | 28  |
| 4   | Franco Uncini     | Suzuki                | 26  |
| 5   | Marco Lucchinelli | Suzuki                | 22  |
| 6   | Johnny Cecotto    | Yamaha                | 20  |
| 7   | Takazumi Katayama | Suzuki                | 18  |
| 8   | Jack Middelburg   | Yamaha/ Bakker-Yamaha | 15  |
| 9   | Barry Sheene      | Yamaha                | 10  |
| 10  | Graeme Crosby     | Suzuki                | 9   |

## 350 cc
De snelste start in de 350cc-klasse in Assen was voor Toni Mang en Mar Schouten, maar die laatste moest door gebrek aan vermogen en slechte banden al snel afhaken. Walter Villa kreeg al in de opwarmronde een vastloper en ook Eric Saul en Carlo Perugini vielen al vroeg uit. Na de eerste ronde kwam Jeff Sayle als verrassende koploper door, maar na twee ronden leidde Mang, gevolgd door Jon Ekerold, Jeff Sayle, Patrick Fernandez, Johnny Cecotto, Roland Freymond en Carlos Lavado. In de vierde ronde nam Ekerold de leiding en hij stond die niet meer af. Mang en Fernandez vochten tot de laatste bocht om de tweede plaats. In die bocht pakte Fernandez de tweede plaats. Johnny Cecotto was intussen op slechts één bougie aan het rondtoeren en werd in de laatste ronde door Ekerold gelapt om uiteindelijk twintigste te worden.

### Uitslag 350 cc
| Pos | Coureur              | Merk             | Tijd         | Grid         | Punten |
| --- | -------------------- | ---------------- | ------------ | ------------ | ------ |
| 1   | Jon Ekerold          | Bimota-Yamaha    | 48'41"7      | 3            | 15     |
| 2   | Patrick Fernandez    | Bimota-Yamaha    | 48'54"4      | 4            | 12     |
| 3   | Toni Mang            | Krauser-Kawasaki | 48'55"0      | 1            | 10     |
| 4   | Jeffrey Sayle        | Yamaha           | 49'23"0      | 15           | 8      |
| 5   | Carlos Lavado        | Bimota-Yamaha    | 49'24"4      | 5            | 6      |
| 6   | Jacques Cornu        | Yamaha           |              | 8            | 5      |
| 7   | Jean-François Baldé  | Kawasaki         |              | 9            | 4      |
| 8   | Thierry Espié        | Bimota-Yamaha    |              | 16           | 3      |
| 9   | Graeme McGregor      | Yamaha           |              | 28           | 2      |
| 10  | Pekka Nurmi          | Yamaha           |              | 22           | 1      |
| 11  | René Delaby          | Yamaha           |              | 13           |        |
| 12  | Siegfried Minich     | Yamaha           |              | 26           |        |
| 13  | Hervé Guillieux      | But              |              | 8            |        |
| 14  | Toni Head            | Yamaha           |              | 27           |        |
| 15  | Alan North           | Yamaha           |              | 19           |        |
| 16  | Murray Sayle         | Yamaha           |              | 24           |        |
| 17  | Klaas Hernamdt       | Yamaha           |              | 29           |        |
| 18  | Rinus van Kasteren   | Yamaha           |              | 23           |        |
| 19  | Chas Mortimer        | Yamaha           |              | 30           |        |
| 20  | Johnny Cecotto       | Bimota-Yamaha    |              | 2            |        |
| DNF | Roland Freymond      | Yamaha           |              | 6            |        |
| DNF | Eric Saul            | Yamaha           | Val          | 7            |        |
| DNF | Walter Villa         | Yamaha           | Vastloper 10 | Vastloper 10 |        |
| DNF | Carlo Perugini       | RTM              |              | 11           |        |
| DNF | Didier de Radiguès   | Yamaha           |              | 14           |        |
| DNF | Jean-Louis Tournadre | Bimota-Yamaha    |              | 15           |        |
| DNF | Massimo Matteoni     | Bimota-Yamaha    | Val          | 17           |        |
| DNF | Mar Schouten         | Yamaha           | banden 18    | banden 18    |        |
| DNF | Sadao Asami          | Yamaha           |              | 21           |        |
| DNQ | Graham Young         | Yamaha           |              | 31           |        |

### Top 10 WK-stand na deze race
| Pos | Coureur             | Motorfiets       | Ptn |
| --- | ------------------- | ---------------- | --- |
| 1   | Jon Ekerold         | Bimota-Yamaha    | 35  |
| 2   | Johnny Cecotto      | Bimota-Yamaha    | 27  |
| 3   | Toni Mang           | Krauser-Kawasaki | 18  |
| 4   | Massimo Matteoni    | Bimota-Yamaha    | 16  |
| 5   | Walter Villa        | Adriatica-Yamaha | 15  |
| 6   | Eric Saul           | Bimota-Yamaha    | 14  |
| 7   | Patrick Fernandez   | Bimota-Yamaha    | 12  |
| 8   | Jeffrey Sayle       | Yamaha           | 11  |
| 9   | Carlo Perugini      | RTM              | 10  |
| 9   | Jean-François Baldé | Kawasaki         | 10  |

## 250 cc
Nu Kork Ballington nog herstelde was van een darmoperatie werd verwacht dat Toni Mang tamelijk gemakkelijk zou winnen in Assen. In de training was hij dan ook vier seconden sneller geweest dan Jacques Cornu, die de tweede startplaats had. In de regen nam Mang, die al wist dat hij na Assen de leiding in het kampioenschap zou behouden, geen risico's. Eric Saul had de beste start, maar kwam in een kopgroep samen met Roland Freymond en Jacques Cornu en later ook Sauro Pazzaglia. Freymond viel echter in de GT-bocht en Pazzaglia stootte even door naar de koppositie tot hij door machinepech uitviel. Cornu liep tamelijk ver weg van tweede man Saul, maar Carlos Lavado riskeerde het meeste in de regen en passeerde eerst Saul en daarna ook Cornu. Die laatste probeerde Lavado nog te volgen, maar in de dertiende ronde viel hij. Hij kon nog wel verder rijden en werd twaalfde. Toni Mang besloot tegen het einde van de race toch de aanval op Eric Saul te openen, maar wist slechts tot op 0,7 seconde te komen.

### Uitslag 250 cc
| Pos | Coureur                | Merk             | Tijd    | Grid | Punten |
| --- | ---------------------- | ---------------- | ------- | ---- | ------ |
| 1   | Carlos Lavado          | Yamaha           | 48'50"5 | 9    | 15     |
| 2   | Eric Saul              | Yamaha           | 49'29"2 | 7    | 12     |
| 3   | Toni Mang              | Krauser-Kawasaki | 49'29"9 | 1    | 10     |
| 4   | Thierry Espié          | Bimota-Yamaha    | 49'58"6 | 13   | 8      |
| 5   | Jean-Marc Toffolo      | Yamaha           | 50'23"5 | 4    | 6      |
| 6   | Eero Hyvärinen         | Yamaha           | 50'41"9 | 15   | 5      |
| 7   | Jean-François Baldé    | Kawasaki         |         | 8    | 4      |
| 8   | Didier de Radiguès     | Yamaha           |         | 24   | 3      |
| 9   | Clive Horton           | Cotton           |         | 29   | 2      |
| 10  | René Delaby            | Yamaha           |         | 19   | 1      |
| 11  | Klaas Hernamdt         | Yamaha           |         | 23   |        |
| 12  | Jaques Cornu           | Yamaha           |         | 2    |        |
| 13  | Chas Mortimer          | Cotton           |         | 21   |        |
| 14  | Bruno Kneubühler       | Yamaha           |         | 25   |        |
| 15  | Peter Looijesteijn     | Yamaha           |         | 17   |        |
| 16  | Kenny Blake            | Yamaha           |         | 30   |        |
| DNF | Hans Müller            | Yamaha           | Val     | 3    |        |
| DNF | Roland Freymond        | Ad Maiora        | Val     | 5    |        |
| DNF | Alan North             | Yamaha           |         | 10   |        |
| DNF | Jean-Louis Tournadre   | Yamaha           |         | 11   |        |
| DNF | Mar Schouten           | Yamaha           | Val     | 12   |        |
| DNF | Jean-Louis Guignabodet | Kawasaki         |         | 14   |        |
| DNF | Rinus van Kasteren     | Yamaha           | Val     | 16   |        |
| DNF | Giampaolo Marchetti    | MBA              |         | 18   |        |
| DNF | Sauro Pazzaglia        | Ad Maiora        | Val     | 20   |        |
| DNF | Loris Reggiani         | Yamaha           | Val     | 22   |        |
| DNF | Harald Bartol          | MBA              |         | 28   |        |
| DNQ | Bengt Elgh             | Yamaha           |         | 31   |        |

### Top 10 WK-stand na deze race
| Pos | Coureur             | Motorfiets       | Ptn |
| --- | ------------------- | ---------------- | --- |
| 1   | Toni Mang           | Krauser-Kawasaki | 64  |
| 2   | Thierry Espié       | Bimota-Yamaha    | 36  |
| 3   | Kork Ballington     | Kawasaki         | 30  |
| 4   | Jean-François Baldé | Kawasaki         | 29  |
| 5   | Erick Saul          | Yamaha           | 24  |
| 6   | Carlos Lavado       | Yamaha           | 23  |
| 7   | Jacques Cornu       | Yamaha           | 16  |
| 7   | Giampaolo Marchetti | Yamaha           | 16  |
| 9   | Roland Freymond     | Ad Maiora        | 14  |
| 10  | Pierluigi Conforti  | Yamaha           | 10  |
| 10  | Sauro Pazzaglia     | Ad Maiora        | 10  |
| 10  | Jean-Marc Toffolo   | Yamaha           | 10  |

## 125 cc
Nadat Cees van Dongen in de 50cc-klasse vijftiende was geworden, sloot hij met een achttiende plaats in de 125cc-race zijn carrière af. Peter Looijesteijn pakte vanaf de elfde startplaats na de start even de leiding, gevolgd door Pier Paolo Bianchi. Na de tweede ronde was de leiding in handen van Giampaolo Marchetti en Guy Bertin, op korte afstand gevolgd door Ángel Nieto. Door de regen waren er veel valpartijen, met name in de Geert Timmer-bocht, waar door het ontbreken van verkanting en tonrondte het regenwater niet wegliep en plassen vormde. Na enige tijd nam Nieto de leiding over en was er weinig strijd meer om de kopposities. Er ontstond afstand tussen de volgers Bertin, Marchetti en Loris Reggiani, die inmiddels naar voren was gekomen. Marchetti moest met motorpech afhaken en Bertin werd tweede, gevolgd door Reggiani en Bianchi. Tijdens deze race brak Barry Smith door een val een been, maar dit was de enige ernstige blessure van de hele TT van Assen.

### Uitslag 125 cc

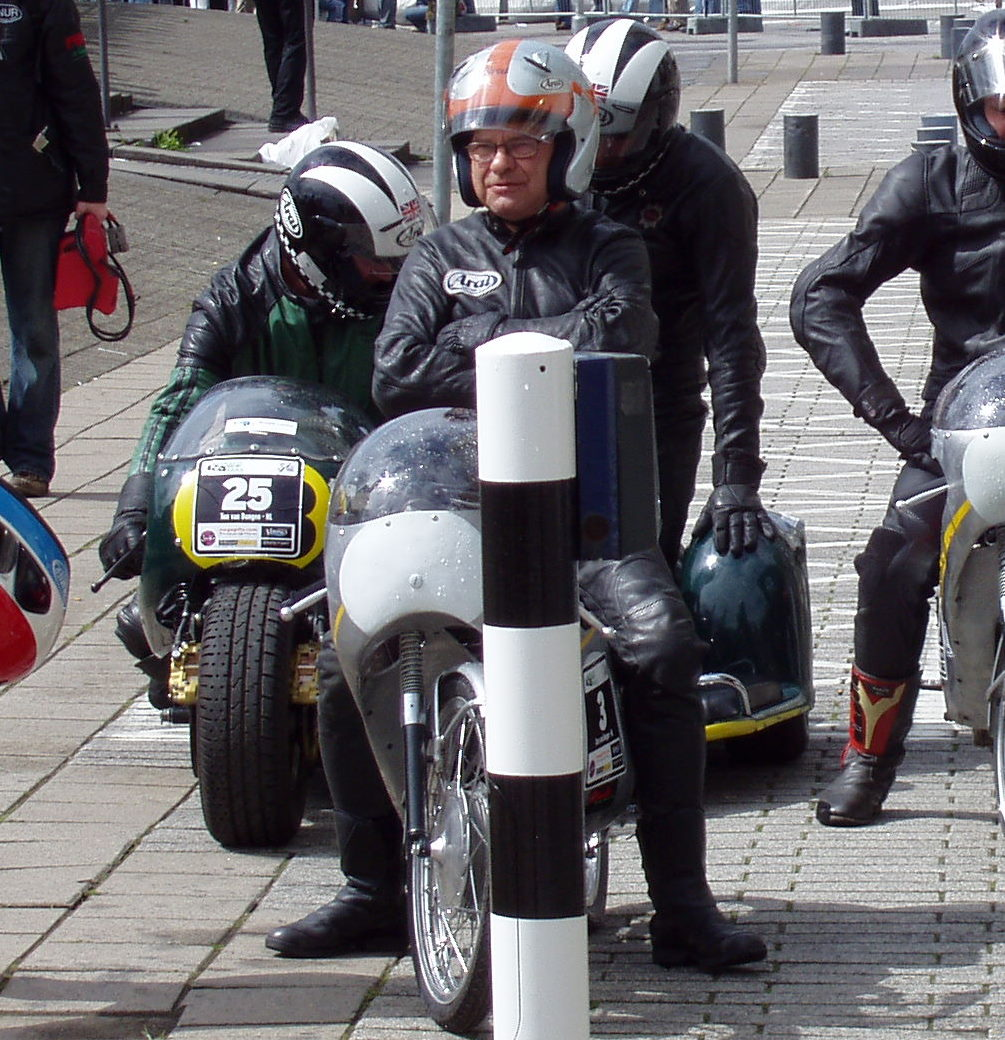
Cees van Dongen beëindigde zijn racecarrière na de 125cc-race in Assen

| Pos | Coureur             | Merk       | Tijd    | Grid | Punten |
| --- | ------------------- | ---------- | ------- | ---- | ------ |
| 1   | Ángel Nieto         | Minarelli  | 46'59"5 | 4    | 15     |
| 2   | Guy Bertin          | Motobécane | 47'13"4 | 1    | 12     |
| 3   | Loris Reggiani      | Minarelli  | 47'52"5 | 25   | 10     |
| 4   | Pier Paolo Bianchi  | MBA        | 48'20"4 | 3    | 8      |
| 5   | Harald Bartol       | MBA        | 48'21"7 | 7    | 6      |
| 6   | Ricardo Tormo       | MBA        | 48'26"8 | 31   | 5      |
| 7   | Bruno Kneubühler    | MBA        | 48'28"4 | 2    | 4      |
| 8   | Henk van Kessel     | Condor     |         | 9    | 3      |
| 9   | Matti Kinnunen      | MBA        |         | 18   | 2      |
| 10  | Anton Straver       | MBA        |         | 21   | 1      |
| 11  | Peter Looijesteijn  | MBA        |         | 11   |        |
| 12  | Gerhard Waibel      | MBA        |         | 23   |        |
| 13  | Jan Huberts         | Huvo       |         | 24   |        |
| 14  | Gert Bender         | Bender     |         | 10   |        |
| 15  | Peter van Niel      | Morbidelli |         | 20   |        |
| 16  | Peter Baláz         | MBA        |         | 29   |        |
| 17  | Per-Edvard Carlsson | MBA        |         | 16   |        |
| 18  | Cees van Dongen     | Morbidelli |         | 26   |        |
| DNF | Hans Müller         | MBA        | Val     | 5    |        |
| DNF | Giampaolo Marchetti | MBA        |         | 6    |        |
| DNF | Iván Palazzese      | MBA        | Val     | 8    |        |
| DNF | August Auinger      | MBA        | Val     | 12   |        |
| DNF | Barry Smith         | MBA        | Val     | 13   |        |
| DNF | Stefan Dörflinger   | Morbidelli | Val     | 14   |        |
| DNF | Thierry Noblesse    | MBA        |         | 17   |        |
| DNF | Patrick Hérouard    | MBA        | Val     | 19   |        |
| DNF | Gerhard Waibel      | MBA        | Val     | 23   |        |
| DNF | Rolf Blatter        | MBA        |         | 27   |        |
| DNF | Ernst Fagerer       | Morbidelli | Val     | 28   |        |

### Top 10 WK-stand na deze race
| Pos | Coureur            | Motorfiets | Ptn |
| --- | ------------------ | ---------- | --- |
| 1   | Pier Paolo Bianchi | MBA        | 50  |
| 2   | Guy Bertin         | Motobécane | 39  |
| 3   | Loris Reggiani     | Minarelli  | 38  |
| 4   | Ángel Nieto        | Minarelli  | 36  |
| 5   | Bruno Kneubühler   | MBA        | 32  |
| 6   | Hans Müller        | MBA        | 24  |
| 7   | Barry Smith        | MBA        | 17  |
| 7   | Iván Palazzese     | MBA        | 17  |
| 9   | Ricardo Tormo      | MBA        | 11  |
| 10  | August Auinger     | MBA        | 9   |

## 50 cc
Net als in Joegoslavië trainde Ricardo Tormo als snelste en ook in de race nam hij al snel vijf seconden voorsprong op Stefan Dörflinger, Hans Spaan en Henk van Kessel. Na drie ronden had Tormo al negen seconden voorsprong, maar na de vijfde ronde begon zijn voorsprong plotseling te krimpen. De Van Veen-Kreidler liep niet meer optimaal en teamgenoot Dörflinger kwam rap dichterbij. Dörflinger kwam zelfs aan de leiding te liggen, maar hij mocht volgens stalorders niet weg rijden van Tormo. In plaats daarvan liet hij Tormo in zijn slipstream rijden zodat Eugenio Lazzarini, die intussen op de derde plaats lag, niet te dichtbij kon komen. Lazzarini was wat tijd verloren in het gevecht met Spaan, die moest afhaken omdat ook zijn Van Veen-Kreidler slechter liep door een vastzittende zuigerveer.

### Uitslag 50 cc
| Pos | Coureur             | Merk              | Tijd    | Grid | Punten |
| --- | ------------------- | ----------------- | ------- | ---- | ------ |
| 1   | Ricardo Tormo       | Van Veen-Kreidler | 33.46"0 | 1    | 15     |
| 2   | Stefan Dörflinger   | Van Veen-Kreidler | 33'47"2 | 2    | 12     |
| 3   | Eugenio Lazzarini   | Iprem-Kreidler    | 34'02"9 | 4    | 10     |
| 4   | Hans Spaan          | Van Veen-Kreidler | 34'18"1 | 3    | 8      |
| 5   | Hans-Jürgen Hummel  | Kreidler          | 34'19"6 | 6    | 6      |
| 6   | Theo Timmer         | Bultaco           | 34'20"9 | 7    | 5      |
| 7   | Henk van Kessel     | Pentax-X-16       |         | 5    | 4      |
| 8   | Rolf Blatter        | Kreidler          |         | 11   | 3      |
| 9   | Wolfgang Müller     | Kreidler          |         | 8    | 2      |
| 10  | Otto Machinek       | Kreidler          |         | 20   | 1      |
| 11  | Jacky Hutteau       | ABF               |         | 9    |        |
| 12  | Humphrey Siegel     | Kreidler          |         | 17   |        |
| 13  | Enrico Cereda       | Kreidler          |         | 16   |        |
| 14  | Jan Welvaarts       | Kreidler          |         | 18   |        |
| 15  | Cees van Dongen     | Kreidler          |         | 15   |        |
| 16  | Günther Schirnhofer | Kreidler          |         | 22   |        |
| 17  | Rainer Scheidhauer  | Rupp              |         | 19   |        |
| 18  | Bertus Grinwis      | Kreidler          |         | 23   |        |
| 19  | Chris Baert         | Kreidler          |         | 21   |        |
| 20  | Walter Rapolani     | Kreidler          |         | 25   |        |
| 21  | Hagen Klein         | Horex             |         | 10   |        |
| 22  | Bruno di Carlo      | MDC               |         | 29   |        |
| DNF | Ingo Emmerich       | Kreidler          |         | 12   |        |
| DNF | Rudi Oosting        | Kreidler          |         | 13   |        |
| DNF | Aldo Pero           | Kreidler          |         | 14   |        |
| DNF | Ramon Gali          | Bultaco           |         | 24   |        |
| DNF | Rudolf Kunz         | Kreidler          |         | 27   |        |

### Top 10 WK-stand na deze race
| Pos | Coureur            | Motorfiets        | Ptn |
| --- | ------------------ | ----------------- | --- |
| 1   | Eugenio Lazzarini  | Iprem-Kreidler    | 50  |
| 2   | Stefan Dörflinger  | Van Veen-Kreidler | 42  |
| 3   | Ricardo Tormo      | Van Veen-Kreidler | 36  |
| 4   | Henk van Kessel    | Pentax-X-16       | 28  |
| 5   | Hans-Jürgen Hummel | Kreidler          | 21  |
| 6   | Theo Timmer        | Bultaco           | 17  |
| 6   | Jacky Hutteau      | ABF               | 17  |
| 8   | Rolf Blatter       | Kreidler          | 11  |
| 9   | Yves Dupont        | ABF               | 8   |
| 9   | Hans Spaan         | Van Veen-Kreidler | 8   |

## Zijspannen
Derek Jones/Brian Ayres hadden in Assen de snelste trainingstijd gereden maar startten erg slecht. Jock Taylor/Benga Johansson startten vanaf de tweede startrij juist erg snel, maar moesten zich inhouden om te wachten tot ook de motoren van Jones en Alain Michel waren aangeslagen. Daardoor kon de combinatie Egbert Streuer/Johan van der Kaap als eerste de leiding nemen. Ze werden echter al snel gepasseerd door Taylor/Johansson, Michel/Burkhardt en Biland/Waltisperg. Taylor nam een voorsprong op Michel en Biland die om de tweede plaats vochten tot Biland de pit in reed met versnellingsbakproblemen. Michel werd nu tweede, maar Streuer werd ook nog gepasseerd door Jones, die intussen zijn slechte start had goedgemaakt. Michel wist met een nieuw ronderecord nog tot dicht bij Taylor te komen, maar werd gehinderd door de achterblijvers Hermann Huber/Rainer Gundel, die naar rechts uitweken om Michel voorbij te laten, precies op het moment dat Michel besloot hen rechts te passeren. Daardoor moest Michel door het gras rijden om een aanrijding te voorkomen.

### Uitslag zijspannen
| Pos | Coureur           | Bakkenist          | Merk               | Tijd              | Grid              | Punten |
| --- | ----------------- | ------------------ | ------------------ | ----------------- | ----------------- | ------ |
| 1   | Jock Taylor       | Benga Johansson    | Windle-Yamaha      | 43'33"7           | 4                 | 15     |
| 2   | Alain Michel      | Michael Burkhardt  | Seymaz-Yamaha      | 43'36"0           | 2                 | 12     |
| 3   | Derek Jones       | Brian Ayres        | Ireson-Yamaha      | 44'29"8           | 1                 | 10     |
| 4   | Egbert Streuer    | Johan van der Kaap | LCR-Yamaha         | 44'44"2           | 3                 | 8      |
| 5   | Werner Schwärzel  | Andreas Huber      | Krauser-LCR-Yamaha | 45'28"6           | 7                 | 6      |
| 6   | Yvan Trolliet     | Denis Vernet       | Seymaz-Yamaha      | 45'32"7           | 6                 | 5      |
| 7   | Göte Brodin       | Billy Gällros      | Krauser-LCR-Yamaha |                   | ?                 | 4      |
| 8   | Bruno Holzer      | Karl Meierhans     | LCR-Yamaha         |                   | 10                | 3      |
| 9   | George O'Dell     | Kenneth Williams   | Yamaha             |                   | ?                 | 2      |
| 10  | Mick Boddice      | Chas Birks         | Windle-Yamaha      |                   | 9                 | 1      |
| 11  | P. Frick          | R. Delarze         | Yamaha             |                   | ?                 |        |
| 12  | Siegfried Schauzu | Lorenzo Puzo       | Yamaha             |                   | ?                 |        |
| 13  | Hermann Huber     | Rainer Gundel      | Krauser-LCR-Yamaha |                   | ?                 |        |
| 14  | Cees Smit         | Erik de Groot      | Seymaz-Yamaha      |                   | ?                 |        |
| DNF | Rolf Biland       | Kurt Waltisperg    | Krauser-LCR-Yamaha | Versnellingsbak 5 | Versnellingsbak 5 |        |

### Top 10 WK-stand na deze race
| Pos | Coureur          | Bakkenist                        | Motorfiets                  | Ptn |
| --- | ---------------- | -------------------------------- | --------------------------- | --- |
| 1   | Jock Taylor      | Benga Johansson                  | Windle-Yamaha               | 37  |
| 2   | Rolf Biland      | Kurt Waltisperg                  | Krauser-LCR-Yamaha          | 30  |
| 3   | Alain Michel     | Paul Gérard en Michael Burkhardt | Seymaz-Fath / Seymaz-Yamaha | 27  |
| 4   | Egbert Streuer   | Johan van der Kaap               | LCR-Yamaha                  | 24  |
| 5   | Werner Schwärzel | Andreas Huber                    | Krauser-LCR-Yamaha          | 22  |
| 6   | Göte Brodin      | Billy Gällros                    | Krauser-LCR-Yamaha          | 11  |
| 7   | Derek Jones      | Brian Ayres                      | Ireson-Yamaha               | 10  |
| 8   | Yvan Trolliet    | Denis Vernet                     | Seymaz-Yamaha               | 9   |
| 9   | Bruno Holzer     | Karl Meierhans                   | LCR-Yamaha                  | 8   |
| 10  | Rolf Steinhausen | Kenny Arthur                     | Bartol-LCR                  | 6   |

## Trivia
- In de 50cc-klasse had Stefan Dörflinger duidelijke stalorders om Ricardo Tormo voor te laten. Ze wisselden een paar keer van positie omdat Dörflinger Tormo wilde laten slipstreamen, maar die laatste probeerde de schijn op te houden door een aantal malen om te kijken waar Dörflinger zat. Daardoor torpedeerde hij op de finishlijn bijna achterblijver Bruno di Carlo.

1925 · 1926 · 1927 · 1928 · 1929 · 1930 · 1931 · 1932 · 1933 · 1934 · 1935 · 1936 · 1937 · 1938 · 1939 · 1940–1945 · 1946 · 1947 · 1948 · 1949 · 1950 · 1951 · 1952 · 1953 · 1954 · 1955 · 1956 · 1957 · 1958 · 1959 · 1960 · 1961 · 1962 · 1963 · 1964 · 1965 · 1966 · 1967 · 1968 · 1969 · 1970 · 1971 · 1972 · 1973 · 1974 · 1975 · 1976 · 1977 · 1978 · 1979 · 1980 · 1981 · 1982 · 1983 · 1984 · 1985 · 1986 · 1987 · 1988 · 1989 · 1990 · 1991 · 1992 · 1993 · 1994 · 1995 · 1996 · 1997 · 1998 · 1999 · 2000 · 2001 · 2002 · 2003 · 2004 · 2005 · 2006 · 2007 · 2008 · 2009 · 2010 · 2011 · 2012 · 2013 · 2014 · 2015 · 2016 · 2017 · 2018 · 2019 · 2021 · 2022 · 2023 · 2024 · 2025